# Christophe Brandt
Pour les articles homonymes, voir Brandt.
Christophe Brandt, né le 6 mai 1977 à Liège, est un ancien coureur cycliste belge, professionnel entre 2000 et 2010. Il est actuellement manager général de l'équipe Wallonie Bruxelles.

## Biographie

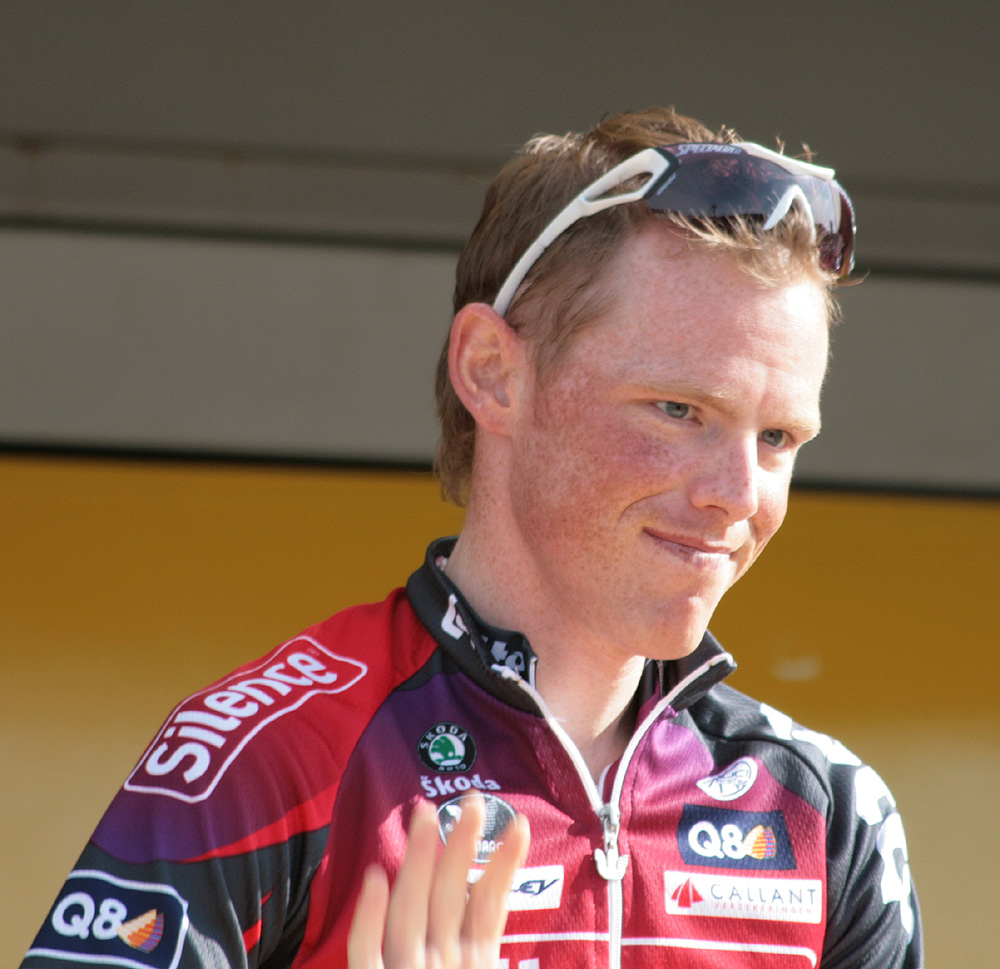
Christophe Brandt lors de Liège-Bastogne-Liège 2008.

Passé professionnel en 2000, sa seule victoire chez les professionnels est la Course des raisins en 2002. 
Une chute lors de la Coupe Sels le 29 août 2006 l'a contraint à plusieurs mois d'absence, après avoir fait craindre une fin de carrière anticipée en raison de sa gravité : un bras cassé, quatre côtes fracturées, mais surtout la rate éclatée, un poumon percé et le rein touché (ablation le jour même).
Christophe Brandt est un bon équipier en haute et moyenne montagne où il y a réalisé de bonnes performances notamment lors du Tour d'Italie 2004.
Il prend sa retraite sportive à l'issue du Tour de Lombardie 2010.

## Palmarès

### Palmarès année par année
- 1997
  - 1re étape du Tour du Limbourg amateurs
- 1999
  - Grand Prix Joseph Bruyère
  - 3e du Grand Prix Criquielion
- 2001
  - 3e de la Japan Cup
- 2002
  - Course des raisins
- 2003
  - 3e de la Course des raisins
- 2007
  - 1reb étape de la Semaine internationale Coppi et Bartali (contre-la-montre par équipes)

### Résultats sur les grands tours

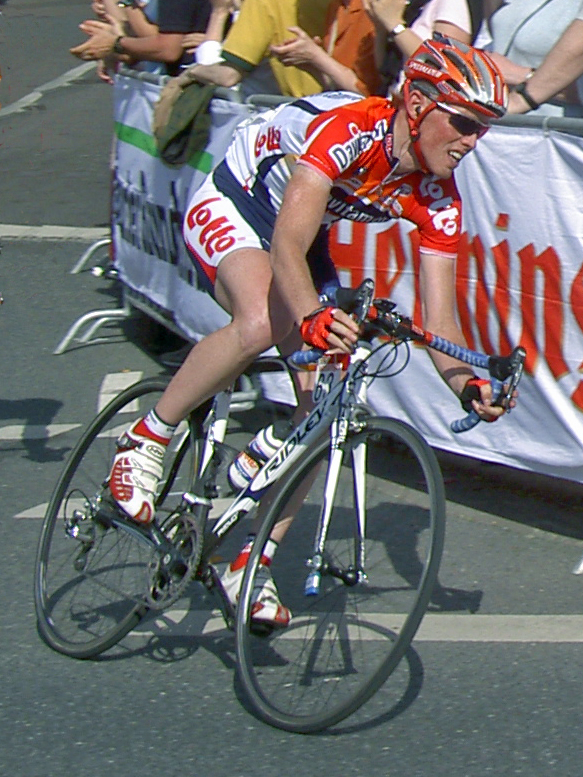
C.Brandt en 2005

#### Tour de France
6 participations
- 2002 : 35e
- 2003 : 52e
- 2004 : non-partant (7e étape)
- 2005 : 56e
- 2006 : 40e
- 2008 : abandon (19e étape)

#### Tour d'Italie
5 participations
- 2001 : 42e
- 2004 : 14e
- 2005 : 33e
- 2006 : abandon (4e étape)
- 2009 : 70e

#### Tour d'Espagne
2 participations
- 2007 : 132e
- 2009 : 125e

## Classements mondiaux
| Année              | 2005 |
| ------------------ | ---- |
| Classement ProTour | 159e |